# Escut i bandera de Pinet
L'escut i la bandera de Pinet són els símbols representatius del municipi valencià de Pinet (la Vall d'Albaida).

## Escut heràldic
L'escut oficial de Pinet té el següent blasonament:
| « | Escut quadrilong de boca redona. Partit. Al primer quarter, en camp de gules, una torre d'argent, maçonada i aclarida de sable, somada d'una senyera d'argent. Al segon quarter, en camp d'argent, un pi de sinople. Per timbre, corona reial oberta. | » |

## Bandera
La bandera oficial de Pinet té la següent descripció:
| « | Bandera de proporcions 2:3. Entat a l'asta, de roig. En l'entat, una torre d'argent o gris perla, maçonada i aclarida de sable, i somada d'una bandera d'argent o gris perla. En el segon, d'argent o gris perla, un pi de sinople. | » |

## Història
L'escut s'aprovà per Resolució de 13 de març de 2000, del conseller de Justícia i Administracions Públiques, publicada en el DOGV núm. 3.733, de 18 d'abril de 2000.
Es tracta de les armes tradicionals de la localitat, usades si més no des del segle xix, amb la representació del castell de Xiu i un senyal parlant, el pi, referent al topònim del poble.
La bandera s'aprovà per Resolució de 2 d'agost de 2007, del vicepresident primer i conseller de Presidència, publicada en el DOCV núm. 5.615 de 8 d'octubre de 2007.